# 南浔区
南潯區是中國浙江省湖州市下轄的一個區，於2003年1月經國務院批准設立。南潯區北瀕太湖，東接江蘇省蘇州市，地處長三角城市群的中心腹地，距離上海、蘇州、杭州等大城市均為100公里左右，318國道和湖鹽公路貫通全境，京杭運河和長湖申航道、申蘇浙皖和申嘉湖高速公路穿境而過。區域面積716平方公里，轄9個鎮、1個省級經濟開發區，區人民政府駐南潯鎮人瑞路601號。

## 地理

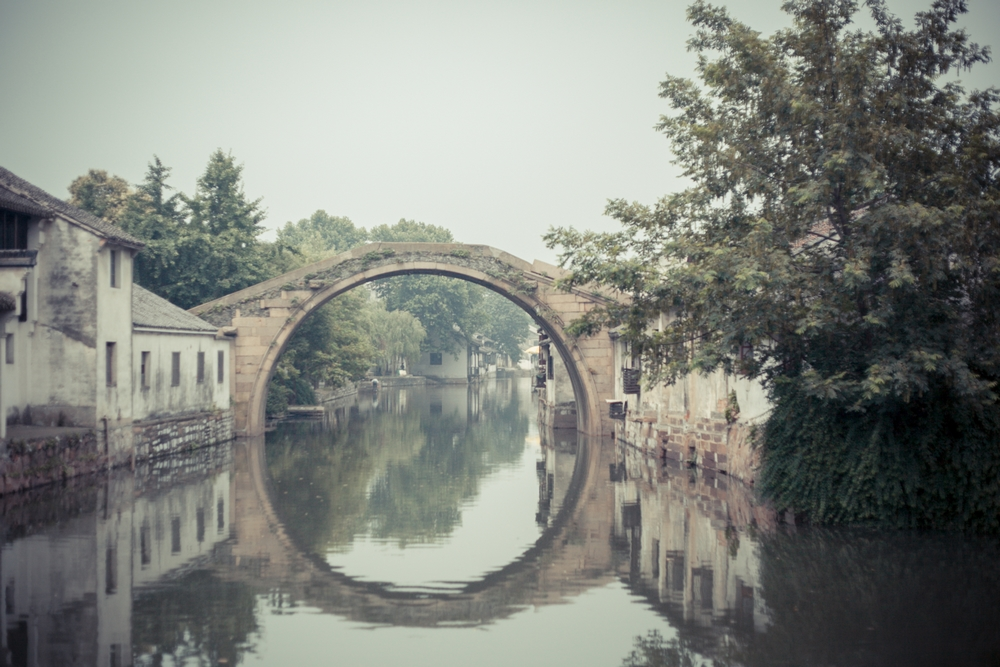
洪济桥

南潯區位於湖州市東北部，地處浙江北部杭嘉湖平原。東南鄰桐鄉市，東北毗江蘇苏州市吳江区，南連德清縣，西北接吳興區。總面積716平方公里。地勢低平，河網密布，屬典型的水網平原。
氣候屬北亞熱帶季風氣候區，濕潤溫和，四季分明，年平均氣溫在15．5~C～16~C之間，1月氣溫最低，平均2．8~C～3．8℃；7月最高，平均28~C～28．3~C。年平均雨日142～155天，平均降水量在1050—1850毫米左右，平均濕度為78％左右，年平均風速為3．2米／秒左右，無霜期224—246天。年日照為45％，氣候溫和宜人。

## 沿革
據南潯區境內發現的洪城、花城、上石等古文化遺址證明，早在新石器時代，原始社會氏族部落就在此繁衍生息。歷史上，南潯隸屬關係變化很大。
- 相傳夏禹治水，劃天下為九州，南潯轄域隸屬揚州。
- 春秋戰國時期先後屬吳、越、楚。
- 公元前333年，楚以此為春申君黃歇之封邑，始建菰城縣，南潯轄域隸屬菰城縣。
- 秦滅六國後，分天下為三十六郡，置會稽郡，下設烏程、由拳等縣，今區境屬烏程縣。
- 西晉太康三年（公元282年），分烏程縣東鄉置東遷縣，縣治在今旧馆街道。
- 南朝宋元徽四年（公元476年），東遷縣改名東安縣，次年仍複名東遷縣。
- 隋開皇九年（公元589年）東遷縣並入烏程縣。
- 宋太平興國7年，分烏程縣東南15鄉置歸安縣。
- 民國元年（1912年），烏程、歸安合並為吳興縣，今南潯轄域隸屬吳興縣。
- 1949年5月2日，南潯被中共控制，今南潯轄區隸屬吳興縣。
- 1981年1月，撤消吳興縣，改稱湖州市。
- 1983年7月，撤消嘉興地區，湖州市改為省轄市，建立城、郊兩區，南潯隸屬湖州市郊區。
- 1988年11月，撤消湖州市城、郊區建制，實行市管縣又直接領導原城、郊區所屬鄉鎮、街道的體制，南潯轄區各鎮直屬湖州市。
- 1993年9月，湖州市區下設城區、南潯區、菱湖區3個區工委。今轄區內南潯鎮、練市鎮、雙林鎮、善璉鎮、舊館鎮屬南潯區；菱湖鎮、和孚鎮、千金鎮、石淙鎮屬菱湖區。
- 2003年1月，湖州市撤消城區、南潯區、菱湖區三個區委、區管委會，設立吳興區、南潯區兩個市轄區。南潯區區委、區政府駐南潯鎮，轄南潯、雙林、練市、善璉、舊館、菱湖、和孚、千金、石淙9個鎮和南潯經濟開發區。

## 行政区划
南浔区下辖9个镇：
南浔镇、练市镇、双林镇、菱湖镇、和孚镇、善琏镇、旧馆镇、千金镇、石淙镇和东迁街道。

## 人口
根据第七次全国人口普查数据，截至2020年11月1日零时，南浔区常住人口为542889人。
全區總人51.4萬人。其中南潯鎮11.74萬人，練市鎮8.54萬人，雙林鎮7.5萬人，善璉鎮3.05萬人，舊館鎮1.8萬人，菱湖鎮8.4萬人，和孚鎮5.4萬人，幹金鎮2.35萬人，石淙鎮1.49萬人。

## 歷史
南潯鎮建鎮於宋代，與周莊、烏鎮、西塘、同里、甪直並稱江南六大古鎮，位列浙江歷史文化名鎮之首，有「江浙雄鎮」之稱，2004年人口11.74萬。

## 文化旅遊
南潯自古以來文化昌盛，經濟發達，人才輩出，書香不絕。明代時就有「九里三閣老，十里兩尚書」之諺。僅宋，明，清三代，南潯就出了進士41名。與南潯相距7里遠的輯里村是著名的輯里絲的產地，輯里絲曾獲1915年巴拿馬國際金獎。
南浔区拥有三座国家历史文化名镇：南浔镇、双林镇、菱湖镇。

### 建築
- 南潯鎮
  - 嘉業堂藏書樓
  - 小蓮莊，劉鏞的私家園林
  - 張石銘舊居
  - 南潯張靜江故居
  - 劉氏梯號
  - 求恕里
  - 百間樓沿河古建築羣
  - 廣惠宮
- 雙林古鎮
- 荻港
- 含山
- 南潯「八牛」穎園
- 含山塔
- 蒙公祠

### 古橋
南潯鎮是中國古橋保存最集中的地區之一，其中有8座古橋被列為湖州市文物保護單位：
- 通津橋
- 洪濟橋
- 廣惠橋
- 萬奎橋
- 化成橋
- 萬古橋
- 垂虹橋
- 望月橋

此外，雙林鎮的雙林三橋也很有名。
- 萬元橋
- 化威橋
- 萬魁橋

### 古街巷
- 百間樓擁有江南保存最完整的沿河古民宅群。
- 南西街
- 東大街
- 「桑基魚蕩」被聯合國糧農組織譽為中國唯一保存完整的傳統養魚生態農業模式。
- 中國優秀旅遊城市。
- 榮獲「2003年亞太地區文化遺產保護傑出成就獎」。

## 景觀

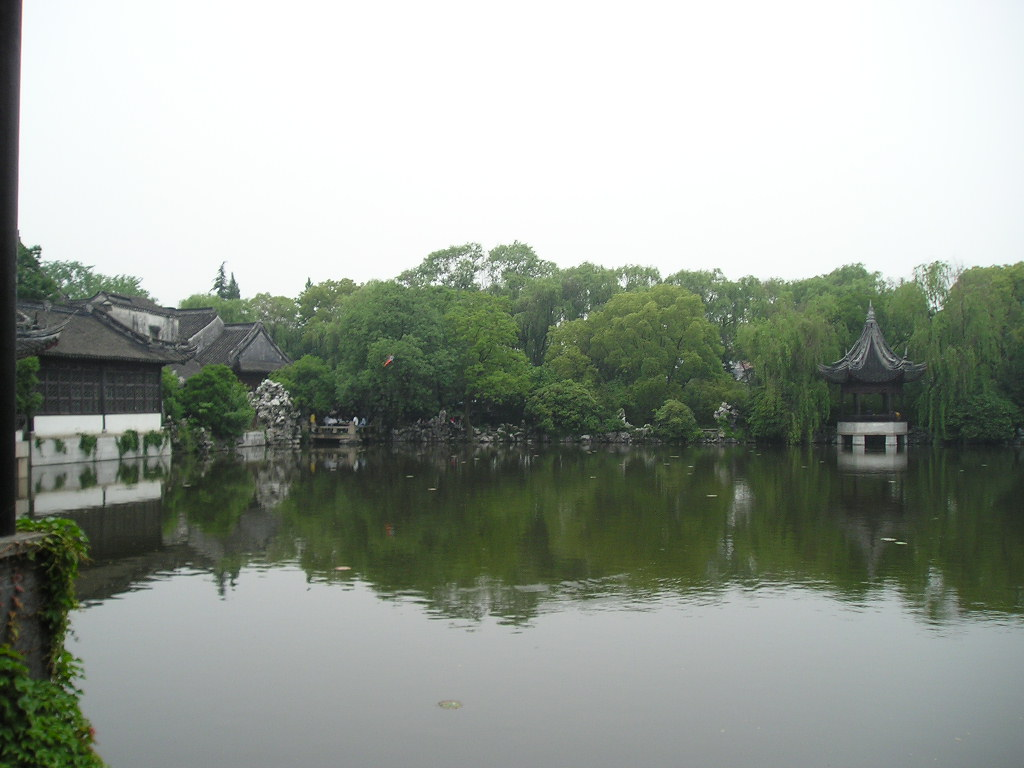
小蓮莊
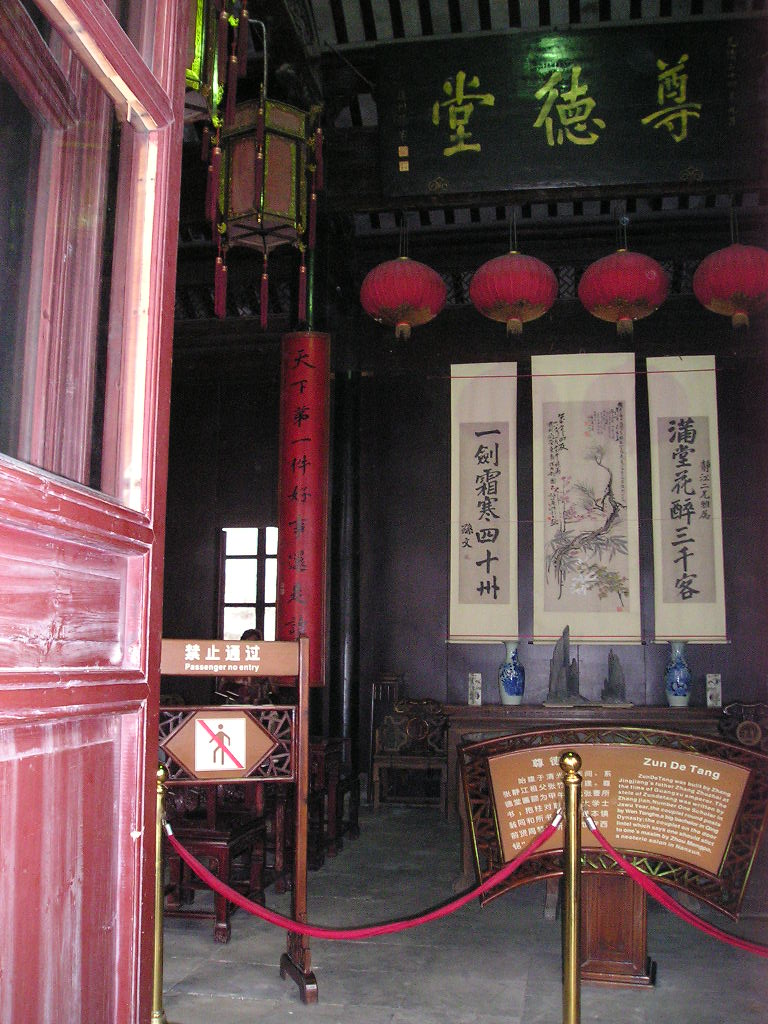
南潯張靜江故居正廳
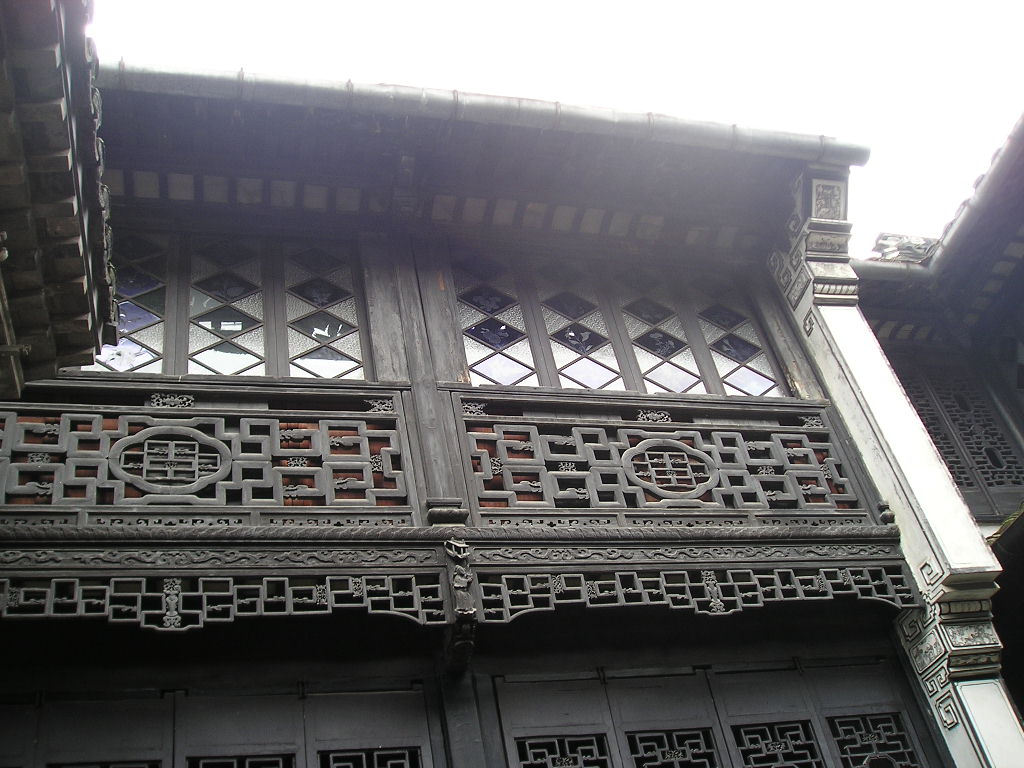
張石銘舊居的精美木雕和法國玻璃窗
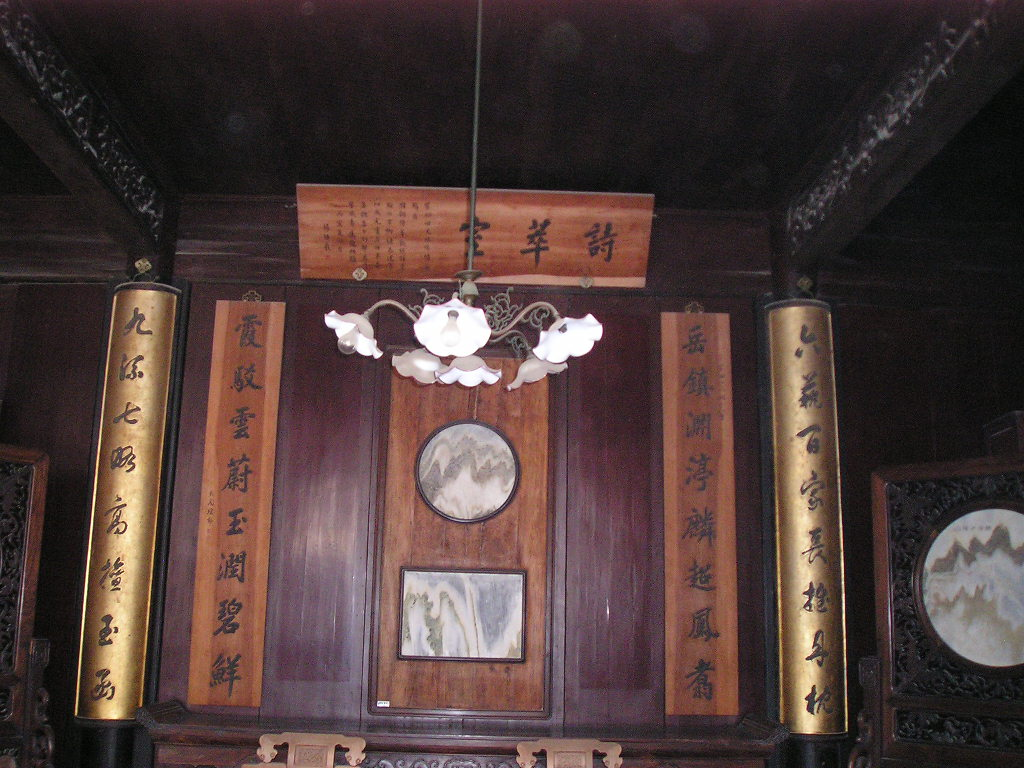
嘉業堂藏書樓詩萃室

## 外部連結
- 湖州市南浔区人民政府